# Denton, Kansas
Denton är en ort i Doniphan County i Kansas. Vid 2010 års folkräkning hade Denton 148 invånare.